# بیکر (اکلاهما)
بیکر (به انگلیسی: Baker) یک منطقهٔ مسکونی در ایالات متحده آمریکا است که در شهرستان تگزاس، اکلاهما واقع شده‌است. بیکر ۸۶۸٫۰۸ متر بالاتر از سطح دریا واقع شده‌است.